# Mosfellsbær

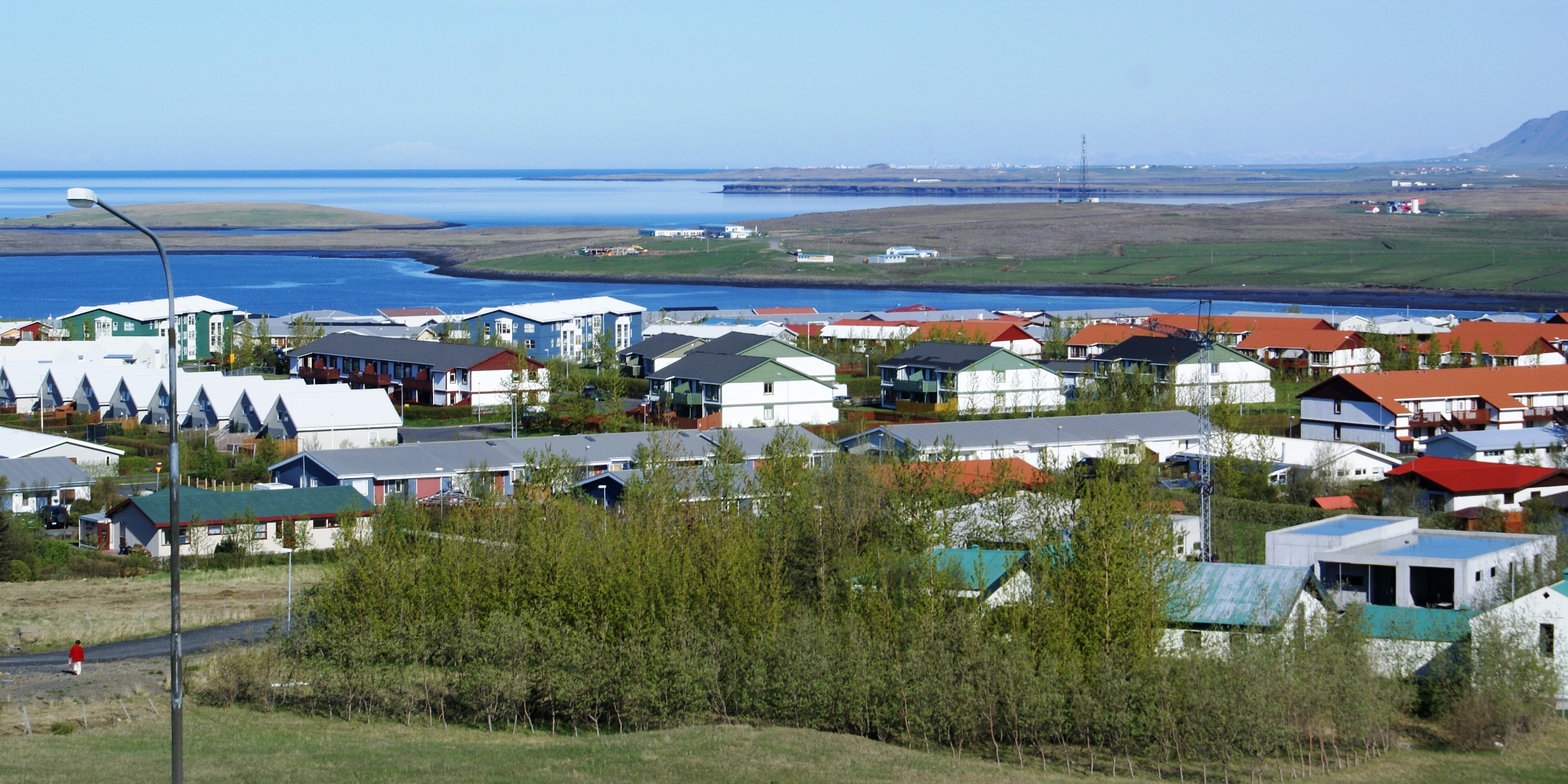
Vista de la localitat

Mosfellsbær és un municipi a la costa occidental d'Islàndia. Es troba a la regió de Gran Reykjavik, la més poblada de l'illa. Està situada a uns 17 quilòmetres al nord de la capital, Reykjavík.
Se situa al centre de Kollafjörður, la badia que separa els districtes del sud de Reykjavík del de Kjalarnes. Té una superfície de 197 quilòmetres quadrats i l'any 2008 tenia 8.469 habitants.

## Persones il·lustres
- Ólafía Jóhannsdóttir (1863-1924), pedagoga, activista i escriptora.
- Greta Salóme Stefánsdóttir (1986- ), cantant, lletrista i violinista.
- Ólafur Arnalds (1986- ), músic.
- Axel Óskar Andrésson (1998- ), futbolista.
- Jökull Andrésson (2001- ), futbolista.

## Ciutats agermanades
Mosfellsbær manté una relació d'agermanament amb les següents ciutats:
- Loimaa (Finlàndia)
- Skien (Noruega)
- Thisted (Dinamarca)
- Uddevalla (Suècia)